# José Ángel Sesma Muñoz
José Ángel Sesma Muñoz (Zaragoza, 7 de julio de 1946). Historiador español especialista en poblamiento, economía y política del Reino y la Corona de Aragón medievales. Desde 2002 es académico correspondiente de la Real Academia de la Historia, y en octubre de 2012 fue elegido por unanimidad miembro numerario de dicha institución.

## Biografía
Doctorado en Historia2 en la Universidad de Zaragoza con la tesis La Diputación del reino de Aragón en la época de Fernando II (1479-1516) (Zaragoza, 1977), en 1987 fue catedrático de Historia Medieval de la Universidad de Barcelona en su campus de Lérida para en 1990 trasladarse a la de Zaragoza. Jubilado en 2010, desde entonces es catedrático Emérito de la universidad zaragozana.
Es director del Grupo de Investigación de Excelencia CEMA de esta universidad, cuyos trabajos se centran en la historia medieval de Aragón. Desde 2006 este grupo aborda la edición completa de las Actas de las Cortes del reino de Aragón de la Edad Media.

## Obra
Algunos de sus libros son los siguientes:
- Cortes del reino de Aragón, 1357-1451. Ed. Anubar. Valencia, 1976. 216 pp. En colaboración con Esteban Sarasa Sánchez.
- Antología de textos y documentos de Edad Media. Ed. Anubar. Valencia 1976. En colaboración.
- La Diputación del reino de Aragón en la época de Fernando II. Inst. Fernando el Católico. Zaragoza 1977. 543 pp.
- Olite en el siglo XIII. Población, economía y sociedad de una villa navarra en plena Edad Media. Inst. Príncipe de Viana. Pamplona 1980. 453 pp. En colaboración.
- Léxico del comercio medieval en Aragón (siglo XV). Inst. Fernando el Católico. Zaragoza 1982. 463 pp. En colaboración
- Transformación social y revolución comercial en Aragón durante la baja Edad Media. Fund. J. March. Madrid 1982.
- El Valle de Bielsa. Estudio geográfico e histórico. Inst. de Estudios Altoaragoneses. Huesca 1986. 224 pp. Obra colectiva.
- El establecimiento de la Inquisición en Aragón (1484-1486). Documentos para su estudio. Inst. Fernando el Católico. Zaragoza 1987 255 pp.
- La Diputación de Aragón. El gobierno aragonés del Reino a la Comunidad Autónoma. Ed. Oroel. Zaragoza 1991. 317 pp. En colaboración.
- Fernando de Aragón Hispaniarum Rex. Gobierno de Aragón. Zaragoza 1992. 291 pp.
- Un año en la historia de Aragón, 1492. CAI. Zaragoza 1992. 571 pp. En colaboración.
- Crónica de un atentado real. Barcelona, 7-XII-1492. Ibercaja. Zaragoza 1993. 159 pp.
- Benedicto XIII, el Papa Luna. Catálogo de la Muestra de Documentación Aragonesa, Zaragoza, 1994. Comisario de la exposición y director del catálogo.
- Cronica Actitatorum Temporibus Benedicti Pape XIII de Martín de Alpartil, edición y traducción. Gob. de Aragón. Zaragoza, 1994. En colab.
- Historia de la ciudad de Logroño. 5 vols. Ayuntamiento de Logroño. Zaragoza 1995. Coordinador general de la edición y coord. científico del tomo II (Edad Media).
- La presa de Almonacid de la Cuba. Del mundo romano a la Ilustración en la cuenca del río Aguasvivas. Madrid 1996. Obra colectiva.
- Historia de la Edad Media. Una síntesis interpretativa. Alianza Editorial, Madrid, 1998. En colabor.
- Antología de textos sobre la economía aragonesa medieval. Mira Editores, Zaragoza 2000. En colaboración.
- La Corona de Aragón. Una introducción crítica. Colección Mariano de Pano. Caja de Ahorros de la Inmaculada de Aragón, Zaragoza 2000.
- Agua y paisaje social en el Aragón Medieval. Los regadíos del río Aguasvivas en la Edad Media. Minist. de Medio Ambiente y Conf. Hidrográfica del Ebro, Zaragoza 2001. En colaboración.
- Formulario notarial del Archivo de Barbastro (siglo XV). Vol. III, «Formularios notariales aragoneses», Zaragoza, 2001.
- La vía del Somport en el comercio medieval de Aragón. Los registros de las aduanas de Jaca y Canfranc de mediados del siglo XV, Universidad de Zaragoza, 2006.
- Manual de Historia Medieval, Alianza Editorial, Madrid, 2008. (En colaboración con José Ángel García de Cortázar).[2]
- El Interregno (1410-1412). Concordia y compromiso político en la Corona de Aragón, Zaragoza, Institución «Fernando el Católico» (CSIC), 2011.

| Predecesor: Quintín Aldea Vaquero | Real Academia de la Historia Medalla 21 2012 - | Sucesor: - |